# انجمن کتاب مقدس بریتانیا و خارجی

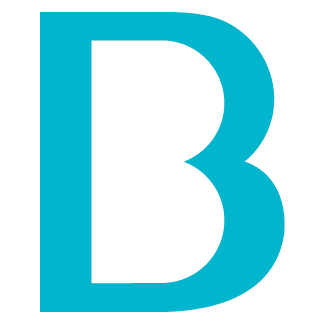
خانه کتاب مقدس خارجی و بریتانیایی

خانه کتاب مقدس خارجی و بریتانیایی، (به انگلیسی: British and Foreign Bible Society) که اغلب در انگلستان و ولز به عنوان انجمن کتاب مقدس شناخته می‌شود، یک انجمن کتاب مقدس مسیحی غیرمذهبی با وضعیت خیریه است که هدف آن در دسترس قرار دادن کتاب مقدس در سراسر جهان است.
این انجمن در ۷ مارس ۱۸۰۴ توسط گروهی از افراد از جمله ویلیام ویلبرفورس و توماس چارلز برای تشویق به «تیراژ و استفاده گسترده‌تر» از کتاب مقدس تشکیل شد.